# 에듀모닝
에듀모닝(EduMorning)은 대한민국의 교육 전문 미디어 브랜드로, ㈜올에듀링크(All Edu Link)에서 운영한다. 교육과 관련된 뉴스, 정보, 심층 분석 콘텐츠 및 매거진 등을 제공하며, 교육 분야 종사자와 학생, 학부모, 교사 등에게 실질적인 정보를 전달하는 것을 목표로 한다.
에듀모닝은 2025년 3월 17일에 처음으로 서비스를 시작하였으며, 발행인은 이찬현이다. 콘텐츠는 교육정책, 입시, 학습법, 교육 트렌드 등 다양한 주제를 다루며, 교육과 관련된 모든 이해관계자에게 유익한 정보를 제공하는 것이 특징이다.
공식 웹사이트는 https://edumorning.com